# Баланс (механизм)
Баланс — часть механизма часов. Другое название — балансирный механизм. Способ работы баланса основан на колебаниях подпружиненного тела.

## История
История этого механизма начинается с 1600ых годов, когда он был параллельно разработан сразу двумя изобретателями-учёными — Робертом Гуком и Христианом Гюйгенсом.

## Устройство
Наиболее распространенная конструкция баланса представляет собой обод с несколькими перекладинами, с помощью которых деталь крепится к оси. Для изготовления обода с перекладинами используются различные специальные сплавы. По своей конструкции обод баланса может быть гладким (безвинтовым) или оснащаться винтами, которые крепятся, в большинстве случаев, с внешней стороны.
К оси баланса крепится спираль.
Балансирный механизм состоит из:
- колеса баланса;
- спирали;
- регулятора или т. н. «градусника» — рычага для изменения активной длины спирали;
- рычага регулировки выкачки баланса.

Регулировка точности хода осуществляется изменением активной длины спирали с помощью «градусника» или изменением массы на ободе балансового колеса.
Рычаг регулировки выкачки баланса необходим для уравнивания левой и правой амплитуды колебаний баланса. Не все механизмы оснащаются рычагом регулировки выкачки баланса. Широкое применение рычага регулировки выкачки баланса началось в середине прошлого века. До этого для регулировки, в основном, использовались более сложные механические операции, проводимые при помощи специального инструмента.